# Nomenclatura das Unidades Territoriais para Fins Estatísticos
A Nomenclatura Comum das Unidades Territoriais para Fins Estatísticos ou Nomenclatura das Unidades Territoriais para Fins Estatísticos (NUTS, na sigla em francês) é um padrão de geocódigo para referenciar as subdivisões de países para fins estatísticos. O padrão é desenvolvido e regulado pela União Europeia. A Nomenclatura foi inicialmente elaborada pelo Eurostat (Serviço de Estatística das Comunidades Europeias) em cooperação com os institutos nacionais de estatística europeus. A publicação do Regulamento (CE) n.º 1059/2003 do Parlamento Europeu e do Conselho, de 26 de Maio de 2003, deu enquadramento jurídico a esta nomenclatura,
As sub-regiões estatísticas estão subdivididas em 3 níveis:
- NUTS I,
- NUTS II e
- NUTS III.

Estas sub-regiões devem ser obrigatoriamente utilizadas, pelos Estados-Membros e pela Comissão Europeia, para a recolha, compilação e divulgação a nível comunitário de dados estatísticos.
A Nomenclaturas de Unidades Territoriais para fins Estatísticos, Nomenclatura das Unidades Territoriais de Estatística ou Nomenclatura das Unidades de Estatística Territorial (NUTS) é uma norma de geocódigo padrão para referenciar as subdivisões de países para fins estatísticos. A norma é desenvolvida e regulamentada pela União Europeia e, portanto, abrange apenas os Estados-membros da UE em pormenor. A Nomenclatura das Unidades Territoriais Estatísticas desempenha um papel fundamental nos mecanismos de execução dos Fundos Estruturais da União Europeia.
Para cada país membro da UE, o Eurostat estabelece uma hierarquia de três níveis NUTS; As subdivisões em alguns níveis não correspondem necessariamente a divisões administrativas dentro do país. Um código NUTS começa com um código de duas letras referenciando o país, que é idêntico ao código ISO 3166-1 alfa-2 (exceto UK em vez de GB para o Reino Unido e EL em vez de GR para a Grécia). A subdivisão do país é então referida com um número. Um segundo ou terceiro nível de subdivisão é referido com outro número cada. Cada numeração começa com 1, como 0 é usado para o nível superior. Quando a subdivisão tem mais de nove entidades, letras maiúsculas são usadas para continuar a numeração. Um sistema estatístico semelhante é definido para os países candidatos e membros da Associação Europeia de Comércio Livre, mas não fazem parte tecnicamente das NUTS regidas pelos regulamentos.
A atual nomenclatura NUTS, válida a partir de 1 de Janeiro de 2015, enumera 98 regiões ao nível NUTS 1, 276 ao nível NUTS 2 e 1342 ao nível NUTS 3.
Para além dos três níveis completos para os países da União Europeia, todos os outros países têm um código NUTS com um código de duas letras para um continente e dois números para o país, e para os EUA, Canadá e Austrália os estados, províncias e Territórios são numerados separadamente. Existem algumas anomalias: por exemplo, Gibraltar está listado fora da UE com o código EO21; Enquanto a Guiana Francesa é listada duas vezes, uma vez na França como FR930 e uma vez na América do Sul como AS13. NUTS é, assim, em alguma medida semelhante ao padrão ISO 3166-2, bem como o padrão FIPS 10-4 dos Estados Unidos.

## Níveis

NUTS-1 válido até 2014

NUTS-2 válido até 2014

NUTS-3 válido até 2014

Existem três níveis de NUTS definido, com dois níveis de Unidade administrativa local (LAUs) abaixo. 
Estes eram chamados de NUTS níveis 4 e 5 até julho de 2003, mas foram oficialmente abolidos pela regulamentação, embora às vezes ainda sejam descritos como tais. Note que nem todos os países têm cada nível de divisão, em função do seu tamanho. Um dos casos mais extremos é Luxemburgo, que tem apenas LAUs; as três NUTS divisões correspondem a todo o país em si.
| Países                                       | Países                                       | NUTS 1                               | NUTS 1 | NUTS 2                                          | NUTS 2 | NUTS 3                                        | NUTS 3 |
| -------------------------------------------- | -------------------------------------------- | ------------------------------------ | ------ | ----------------------------------------------- | ------ | --------------------------------------------- | ------ |
| Áustria                                      | AT                                           | Grupos de Estados                    | 3      | Estados                                         | 9      | Grupos de Bezirks                             | 35     |
| Bélgica                                      | BE                                           | Regiões                              | 3      | Províncias (+ Bruxelas)                         | 11     | Arrondissements                               | 44     |
| Bulgária                                     | BG                                           | Regiões                              | 2      | Planejamento Regiões                            | 6      | Óblasts                                       | 28     |
| Chipre                                       | CY                                           | -                                    | 1      | -                                               | 1      | -                                             | 1      |
| República Checa                              | CZ                                           | -                                    | 1      | Grupos de Regiões                               | 8      | Regiões                                       | 14     |
| Alemanha                                     | DE                                           | Estados (Länder ou Bundesländer)     | 16     | Regierungsbezirke                               | 39     | Distritos (Kreise)                            | 429    |
| Dinamarca                                    | DK                                           | -                                    | 1      | Regiões                                         | 5      | Grupos de municípios                          | 11     |
| Estónia                                      | EE                                           | -                                    | 1      | -                                               | 1      | Grupos de regiões                             | 5      |
| Espanha                                      | ES                                           | Grupos de comunidades autônomas      | 7      | Comunidades autônomas                           | 17     | Províncias                                    | 50     |
| Espanha                                      | ES                                           | Grupos de comunidades autônomas      | 7      | Ceuta e Melilla                                 | 2      | -                                             | 2      |
| Finlândia                                    | FI                                           | Finlândia Continental                | 1      | Grandes áreas                                   | 4      | Regiões                                       | 19     |
| Finlândia                                    | FI                                           | Åland                                | 1      | -                                               | 1      | -                                             | 1      |
| França                                       | FR                                           | ZEAT                                 | 8      | Regiões                                         | 22     | Departamentos                                 | 96     |
| França                                       | FR                                           | Departamentos ultramarinos           | 1      | Departamentos ultramarinos                      | 4      | Departamentos ultramarinos                    | 4      |
| Grécia                                       | GR                                           | Grupos de desenvolvimento de regiões | 4      | Periferias                                      | 13     | Prefeituras                                   | 51     |
| Hungria                                      | HU                                           | Grupos de regiões                    | 3      | Regiões                                         | 7      | Condados + Budapeste                          | 20     |
| Irlanda                                      | IE                                           | -                                    | 1      | Regiões                                         | 2      | Regiões Autoridade regional                   | 8      |
| Itália                                       | IT                                           | Grupos de regiões                    | 5      | Regiões                                         | 20     | Províncias                                    | 107    |
| Lituânia                                     | LT                                           | -                                    | 1      | -                                               | 1      | Condados                                      | 10     |
| Luxemburgo                                   | LU                                           | -                                    | 1      | -                                               | 1      | -                                             | 1      |
| Letónia                                      | LV                                           | -                                    | 1      | -                                               | 1      | Regiões                                       | 6      |
| Malta                                        | MT                                           | -                                    | 1      | -                                               | 1      | Ilhas                                         | 2      |
| Países Baixos                                | NL                                           | Landsdelen                           | 4      | Províncias                                      | 12     | COROP regio's                                 | 40     |
| Polônia                                      | PL                                           | Grupos de Voivodeships               | 6      | Voivodeships da Polônia                         | 16     | Podregiony (Grupos de Powiats)                | 66     |
| Portugal                                     | PT                                           | Portugal Continental                 | 1      | Regiões estatísticas                            | 7      | Sub-regiões estatísticas                      | 24     |
| Portugal                                     | PT                                           | Açores e Madeira                     | 2      | -                                               | 2      | -                                             | 2      |
| Roménia                                      | RO                                           | Macroregião                          | 4      | Regiões                                         | 8      | Distritos e Bucareste                         | 42     |
| Suécia                                       | SE                                           | -                                    | 3      | Áreas nacionais                                 | 8      | Condados                                      | 21     |
| Eslovénia                                    | SI                                           | -                                    | 1      | Grupos de Regiões                               | 2      | Estatística Regiões                           | 12     |
| Eslováquia                                   | SK                                           | -                                    | 1      | Grupos de Regiões                               | 4      | Regiões                                       | 8      |
| Reino Unido                                  | UK                                           | Regiões da Inglaterra                | 9      | Grupos de Condados; Londres Interior e Exterior | 30     | Autoridades unitárias, ou grupos de distritos | 93     |
| Reino Unido                                  | UK                                           | País de Gales                        | 1      | Grupos de Autoridades unitárias                 | 2      | Grupos de Autoridades unitárias               | 12     |
| Reino Unido                                  | UK                                           | Escócia                              | 1      | Grupos de Autoridades unitárias or LECs         | 4      | Grupos de Autoridades unitárias or LECs       | 23     |
| Reino Unido                                  | UK                                           | Irlanda do Norte                     | 1      | Irlanda do Norte                                | 1      | Grupos de distritos                           | 5      |
| EU-27 .eu                                    | EU-27 .eu                                    | -                                    | 97     | -                                               | 271    | -                                             | 1303   |
| Croácia                                      | HR                                           | -                                    | 1      | Estatística Regiões                             | 3      | Condados                                      | 21     |
| República da Macedônia                       | MK                                           | -                                    | 1      | -                                               | 1      |                                               | 8      |
| Turquia                                      | TR                                           | Grupo de Províncias (İller)          | 12     | Grupo de Províncias (İller)                     | 26     | Províncias (İller)                            | 81     |
| Países candidatos a membro da União Europeia | Países candidatos a membro da União Europeia | -                                    | 14     | -                                               | 30     | -                                             | 110    |
| Islândia                                     | IS                                           | -                                    | 1      | -                                               | 1      | -                                             | 2      |
| Liechtenstein                                | LI                                           | -                                    | 1      | -                                               | 1      | -                                             | 1      |
| Noruega                                      | NO                                           | -                                    | 1      |                                                 | 7      |                                               | 19     |
| Suíça                                        | CH                                           | -                                    | 1      | Regiões                                         | 7      | Cantões                                       | 26     |
| AELC-EFTA países                             | AELC-EFTA países                             | -                                    | 4      | -                                               | 16     | -                                             | 48     |

## Mapas
NUTS 1 na Europa (2017)                                  NUTS 2 na Europa (2017)                                     NUTS 3 na Europa (2017)

## Estabelecimento
As região NUTS são baseadas na subdivisões administrativas nacionais já existentes. Nos países em que existe apenas uma ou duas subdivisões regionais, ou onde o tamanho das subdivisões existentes é muito pequeno, um segundo e/ou terceiro nível é criado. Isto pode ser no primeiro nível (por exemplo, França, Itália, Grécia e Espanha), no segundo (ex., Alemanha) e/ou terceiro nível (ex. Bélgica). Em países com populações pequenas, onde todo o país seria colocado no nível NUTS 2 ou mesmo no NUTS 3 (ex. Luxemburgo e Chipre), as regiões nos níveis 1, 2 e 3 são idênticas umas às outras (e ao país todo), mas são codificados com os códigos de comprimento apropriados níveis 1, 2 e 3.
O sistema NUTS privilegia as unidades administrativas existentes, sendo uma ou mais atribuídas a cada nível NUTS. As directrizes específicas baseiam-se na população, deixando pouco ou nenhum importância para outros tipos de variáveis, tais como área, distância, topografia, níveis de jurisdição ou história, que só podem ser consideradas em tipos (não especificados) de casos especiais.
Os códigos NUTS começam com as duas letras do código ISO 3166-1 do país (com a exceção do Reino Unido, que utiliza UK e não GB), às quais se juntam um, dois ou três algarismos para os códigos NUTS de nível 1, 2 ou 3. Em Portugal e noutros Estados-Membros houve necessidade de criar novas unidades territoriais, que se sobrepõem às unidades territoriais clássicas, para obter unidades mais facilmente equiparáveis às dos restantes Estados-Membros.
Do Regulamento NUTS, a população média das regiões do respetivo nível deve situar-se dentro dos seguintes limites:
| Nível  | Mínima    | Máxima    |
| ------ | --------- | --------- |
| NUTS 1 | 3 milhões | 7 milhões |
| NUTS 2 | 800 000   | 3 milhões |
| NUTS 3 | 150 000   | 800 000   |

## Exemplos
- DE: Alemanha
  - DE7: Hesse - Os Bundesland como o nível mais alto de subdivisão da Alemanha
    - DE71: região de Darmstadt - Regierungsbezirk como segundo nível 
      - DE71E: Wetteraukreis - Kreis como o terceiro nível
- AA: Ásia
  - AA25: Tailândia
- US16: Kansas